# 中国地震局发展研究中心
中国地震局发展研究中心（英語：Development Research Center of China Earthquake Administration），简称发展研究中心，是中国地震局直属事业单位。该中心于2018年1月2日成立，前身是中国地震局地壳运动监测工程研究中心。发展研究中心负责全国地震防灾发展战略与规划研究工作。

## 历史
2018年1月2日，根据中国地震局的决定，不再保留“地壳运动监测工程研究中心”，调整组建“中国地震局发展研究中心”。主要负责开展国家防震减灾工作发展战略、方针政策、法律法规等研究工作，参与编制防震减灾规划等。原由地壳运动监测工程研究中心管理的强震动观测业务划归中国地震局震害防御司、监测预报司管理。
1月11日，中国地震局副局长牛之俊主持召开强震动观测和地壳运动观测业务改革工作会议，会议明确震害防御司会同监测预报司已完成强震动观测业务的管理职能调整、国家级中心任务调整、设备移交、观测数据汇集移交等，并对应急产出、资料共享等进行部署。监测预报司已组织完成了“陆态网络”管理法人变更，制定了地壳运动观测业务相关单位职责调整方案，确定了人员、设备及资产交接清单，明确了双轨运行机制。

## 职能
中国地震局发展研究中心共有7项职能，主要涵盖地震防灾发展战略与规划研究等方面。中国地震局发展研究中心的具体职能如下，
- 承担中国地震局发展战略与规划研究。
- 承担中国地震局政策法规、涉及全局性的改革与重大专题前瞻性研究。
- 组织或参与中国地震局党组重要报告、局领导重要文稿以及中国地震局向党中央、国务院的重要汇报材料和重大决策咨询报告的起草。
- 受中国地震局委托，承担或组织国家级防震减灾重点工程项目的建议书、可行性研究报告和初步设计文件的编制。组织开展重点工程项目中期评估和后评价。
- 受中国地震局委托，承担中国地震局负责审批的业务项目以及基建项目建议书和可行性研究报告审批前评估；承担或参与项目技术方案的研究、设计及相关项目的监理和竣工财务决算审核工作；承担防震减灾专项规划和省级规划的审查评估。
- 承担中国地震局智库建设，负责对省级防震减灾智库建设进行业务指导；代表中国地震局与其他智库的业务交流与合作。
- 承担中国地震局交办的其他工作。

## 机构
中国地震局发展研究中心下设6个工作部门。发展研究中心机构设置情况如下，
- 发展战略与规划研究室
- 信息服务室
- 政策研究室
- 工程设计与评估室
- 综合管理办公室
- 业务部

## 延伸阅读
- 中国地震局地壳运动监测工程研究中心. . 北京: 地震出版社. 2014-03. ISBN 978-7-5111-1554-6 （中文（中国大陆））.